# 纪好弼
纪好弼（Rosewell Hobart Graves；1833年5月29日—1912年6月3日）美南浸信会先锋传教士，在中国服务56年（1855-1912）。
1833年5月29日，纪好弼出生于美国马里兰州巴尔的摩的一个富裕的议员家庭。15岁受浸，18岁大学肄业，学习神学和医学，1856年4月（23岁），在巴尔的摩第七浸信会堂，纪好弼由美南浸信会按立为传教士，随后前往中国传教，海上航行四个月后，于8月14日到达广州，在第一浸信会协助基律牧师（Charles Gailard）。。11月发生英法联军之役，仇外情绪高涨，他一度撤往澳门，三年多才有二人受浸。1860年，成立广州第二浸信会。1861年，他前往肇庆开拓，次年成立肇庆浸信会，1869年建堂。  
1862年，基律牧师在台风中殉职，纪好弼牧师独自维持两广浸信会，又恰逢美国内战，美南浸信会差会经费断绝。1863年娶了基律遗孀，一年后1864年12月即丧妻。1862年，纪好弼试图进入广西梧州和1865年试图进入梧州和桂林，均未成功。1869年4月，纪好弼在惠爱八约街建立八约浸信会堂（纪好弼纪念堂）。1870年，他邀请美国加州华侨教会领袖黄梅为牧师，自己回美国休养。1872年，纪好弼与娜莉女士结婚，5月二人一同来华传道。
1870年，他在五仙西（今长堤沿江西路一带）设立了圣道馆神学班，即两广浸信会神道学校的前身。1905年，差会修建神学院新校舍，1907年落成。同时，他推动建立培正书院。该校于1890年在德政路开办，纪好弼第三任夫人又接办容懿美（Miss Emma Young）创办的培道女学堂。
1912年6月3日，纪好弼在广州去世，享年79岁，葬于广州沙河浸信会坟场。墓碑，碑上镌有一联:“信徒何止三千众，传道于今五十年”。 纪好弼著有《在华四十年》。